# Norbert Reithofer
Le Dr. Norbert Reithofer, né le 29 mai 1956 à Penzberg en Bavière, est un homme d’affaires allemand. Depuis mai 2015, il assume le poste de président du conseil de surveillance du groupe BMW.

## Biographie
Après l'Abitur, Norbert Reithofer s'est inscrit à l’université de sciences appliquées de Munich puis à l'université technique de Munich. Il a obtenu un doctorat.
Il a rejoint BMW en 1987 comme responsable du planning de la maintenance. De 1991 à 1994, il a été directeur de division de production ; puis de 1994 à 1997 directeur technique de BMW Afrique du Sud. De 1997 à 2000, il a été responsable de la production de BMW Manufacturing Corporation à Spartanburg, aux États-Unis.
Il est revenu au siège en 2000 comme responsable de la production et a succédé, le 1er septembre 2006, à Helmut Panke comme Président du directoire de BMW. Il est remplacé à ce poste le 13 mai 2015 par Harald Krüger.
Il est marié à une Française et a deux enfants, Mark et Isabella. Son fils a joué au Bayern Munich pendant 10 ans chez les jeunes et était un joueur d'avenir, mais il a préféré suivre la voie de son père, et il est parti étudier à Francfort.